# Curlu
 Curlu  es una población y comuna francesa, en la región de Picardía, departamento de Somme, en el distrito de Péronne y cantón de Combles.

## Demografía

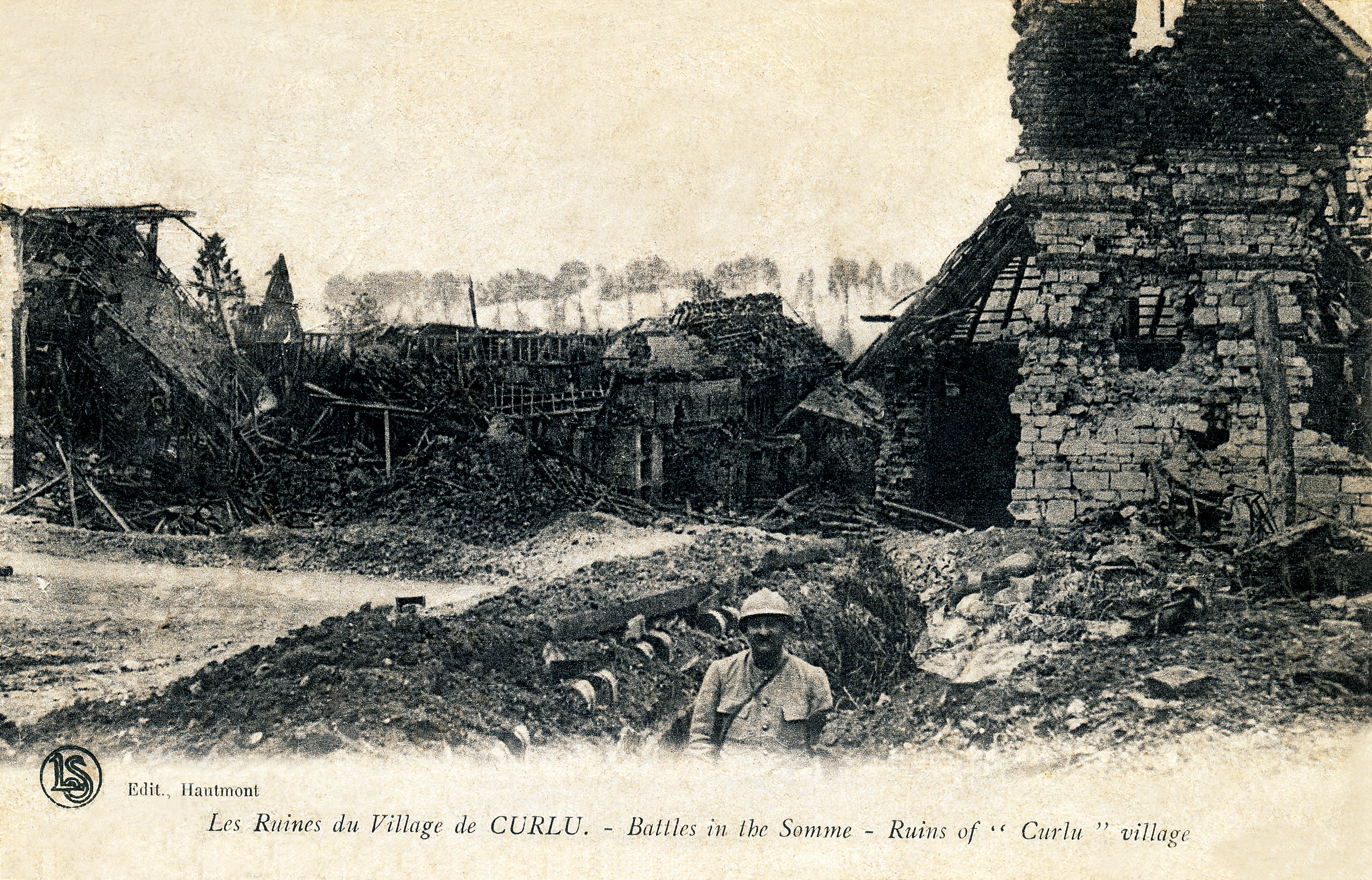
As ruinas da aldeia de Curlu durante a Batalha do Somme (1916).

| 130 | 104 | 112 | 118 | 117 | 111 |
| Para los censos de 1962 a 1999 la población legal corresponde a la población sin duplicidades (Fuente: INSEE [Consultar]) |     |     |     |     |     |